# グライナロゥン湖
グライナロゥン湖（グライナロゥンこ、氷語:Grænalón、「緑の湖」の意）はアイスランドのヴァトナヨークトル氷河の氷河湖である。

## 概要
アイスランド南部に位置し、面積は 18 km² である。観光地として有名なヨークルスアゥルロゥン湖とは対照的に、グライナロゥンは海岸沿いではなく、内陸部であるアイスランド中央高地にあり、ヴァトナヨークトルの一部であるスケイザルアゥヨークトル (Skeiðarájökull) にある。
付近には温泉が多く、つまり火山活動が活発である。そのため地熱による氷河の融解が氷河湖決壊洪水を起こすことがあり、近年では1935年に大規模な洪水が発生したと考えられている。